# ATi郡山
アティ郡山（こおりやま）は、福島県郡山市のJR郡山駅西口にある複合商業施設。
百貨店『郡山西武』（西友郡山西武店）閉店後の2001年（平成13年）に所有者の東邦精麦がファッションビルとして開業させたものである。
英字表記では『ATi郡山』となっている。

## 概要

### 西友ストアー郡山店→郡山西武店

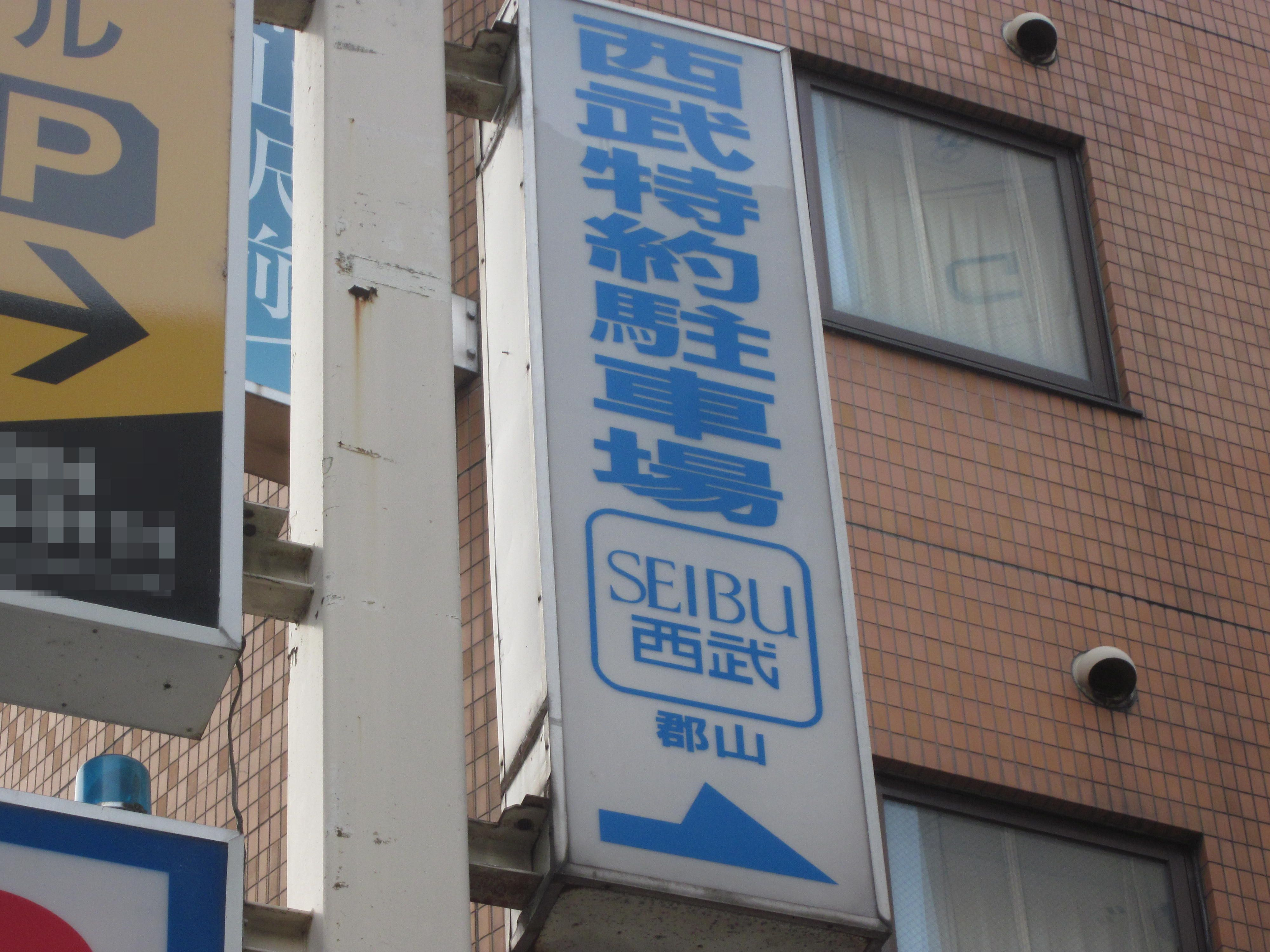
西友郡山西武店特約駐車場看板（2012年1月9日撮影、現在は撤去）

東邦精麦が、東北新幹線開業も踏まえて郡山市駅前一丁目の敷地を再開発する形で「東邦精麦郡山駅前ビル」を建設。その際に西武流通グループの中核会社であった西友ストアー（現：西友）をビルのキーテナントとして誘致し、1975年（昭和50年）9月に西友ストアー郡山店（西友郡山店）として開店。西武流通グループの店舗では、本格的に東北初進出となり、西友ストアーとしてはGMS店舗ではなく"百貨店スタイル"の店舗だった。
しかし、ビル建設直前である1973年（昭和48年）10月に大規模小売店舗法が施行された影響で、郡山市の商業活動調整協議会（商調協）によって売場面積を36.12%カットされ、一部階が空きフロアの状態での開店となってしまった。しかし翌年、商調協からカットされた売場面積の半分の増床が認められたため、これを機に11月に百貨店業態の西友ストアー郡山西武店として業態転換した。
1975年（昭和50年）11月には、郡山市内には既存の商業施設のうすい百貨店や丸光、津野本店、当時郡山市中町にあったイトーヨーカドーに加え、丸井とダイエーが同時期に進出し、新幹線開業を目前に競争が激化すると同時に、郡山駅から徒歩0分という立地に、西武百貨店のブランド力を生かした店舗として、東北地方の仙台市や盛岡市の3大都市圏と並び、福島県の経済の中心地である郡山市を代表する商業施設として君臨した。
しかし、バブル崩壊を前後として、郡山市郊外には多くの住宅地や幹線道路が建設されると、ヨークベニマルなどといった商業施設が進出した。
郡山駅前周辺では、イトーヨーカドーが、1988年（昭和63年）1月に閉店し、翌年6月に市内西ノ内に移転。
1980年（昭和55年）1月には丸光、1986年（昭和61年）には津野、1994年（平成6年）11月にはダイエーから業態転換したディスカウントストアのトポスが撤退した。
郡山西武店も、1991年（平成3年）度に約170億円の売上をピークに売上が下落、また駐車場も駅前周辺に分散していたために郊外型商業施設に苦戦し始める。そこに追い打ちをかけるようにうすいが、中町再開発ビルの核店舗として東北最大規模の売場面積を持つ都市型百貨店タイプの新店舗を開店したこともあり、1999年度の下半期の売上が初の赤字を記録。また、西友側も、傘下のノンバンク「東京シティファイナンス」が多額の不良債権処理に伴う店舗整理や、1998年から西武百貨店と区別の付きにくかった「西武」の名称の付いた店舗を「LIVIN」（リヴィン）へ改称および業態転換させる政策を進めており、着工が遅れていた市内長者の日東紡郡山工場跡地への「ザ・モール郡山」も2000年（平成12年）1月に起工、開業する目処が立ったこともあり、同年6月に郡山駅西口再開発ビル「ビッグアイ」完成を目前に郡山西武店の閉店を表明。同年10月15日をもって閉店した。
当初は、ザ・モールと西武の2店舗営業の予定であったが翻意し、ザ・モールへ移転する形となった。
2000年（平成12年）9月までに、前橋西武店・水戸西武店・上田西武店の3店舗がリヴィンへと改称したため、1975年（昭和50年）9月 の旭川西武店開店以来25年続いた西友の「西武」名義の百貨店業態店舗は、この郡山西武店の閉店をもって消滅した。

### アティ郡山

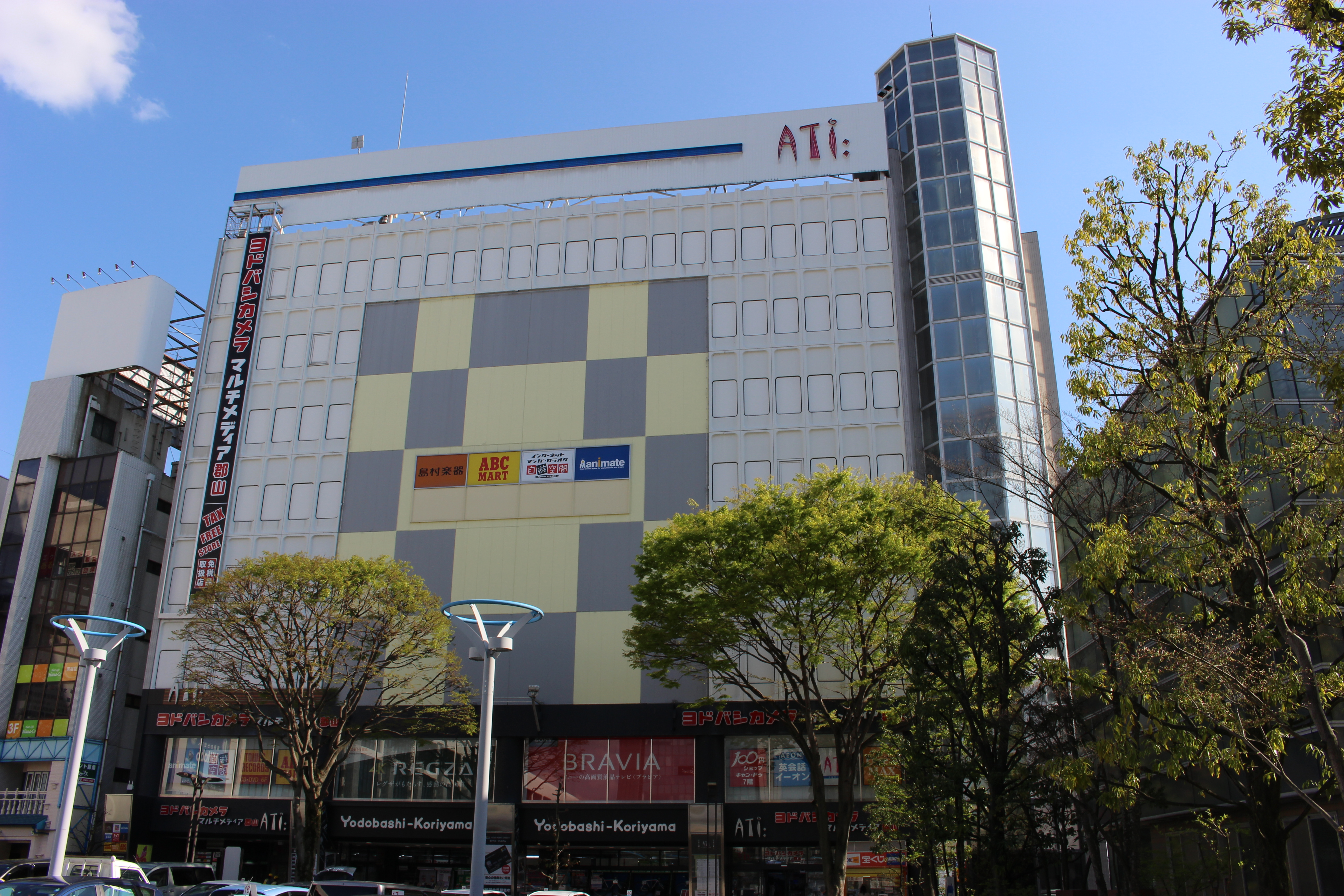
アティ郡山（2015年4月撮影）

西武閉店後に空きビル化を懸念して、ビル所有者の東邦精麦と西友が閉店後にビル内を大幅に改装し、2001年（平成13年）5月25日に若者向けのファッションビル「ATi郡山（アティ郡山） 」が開業した。アティ開業時には、郡山駅西口駅前広場側には大型ビジョンが設置され、福島県初進出となるタワーレコードやABCマート、スターバックスコーヒーが誘致された。
その後も、郊外進出による地盤沈下やトポスの跡地ビルの利活用が進まない大町を中心に空洞化を迎え、商圏も新幹線や高速バスなどで容易に行ける仙台や東京へシフトし、2003年（平成15年）8月にはうすいが産業再生機構支援入り、2008年（平成20年）2月には丸井が撤退すると郡山駅前近辺の衰退が鮮明となった。
その影響もあり、東邦精麦も西友側のテナント運営契約満了を機に、2010年11月にヨドバシカメラ郡山駅前店をビル内に誘致・移転させるなどのリニューアルを正式発表。一部テナントは営業を継続しながら改装を行う予定であったが2011年（平成23年）3月に発生した東日本大震災の影響でビル内も被害を受けごく一部のテナントを除き全館休業となったが同年9月29日に全館の営業を再開した。

## 歴史
- 1957年（昭和32年）6月 - 東邦精麦が郡山市駅前一丁目に駅前ガソリンスタンドを開設[19]。
- 1975年（昭和50年）7月 - 東邦精麦郡山駅前ビル竣工[19]。6月9日には、日本信託銀行郡山支店（現・三菱UFJ信託銀行）がビル1階に入居[20]。
  - 9月9日 - 西友ストアー郡山店（西友郡山店）が開店[3]。
- 1976年（昭和51年）11月6日 - 西友ストアー郡山西武店[注釈 7]として業態変更[4]。
- 2000年（平成12年）10月15日 - 西友郡山西武店が閉店[13]。
- 2001年（平成13年）5月25日 - 所有者の東邦精麦と西友がファッションビル『アティ郡山』としてビルを大幅に改装し開業させる[1]。同時に、同ビル裏手に24時間営業の立体駐車場『ティーワン郡山駅西口駐車場』も開設。
- 2004年（平成16年） - 一部フロアの運営管理業務を丹青社の子会社・丹青モールマネジメントに委託(～2008年2月)。それに伴い4月には、西友の食品フロアだった地下1階と3階と4階のフロアをリニューアル。
- 2008年（平成20年）3月 - 丸井郡山店閉店に伴い、一部ショップが移転。
- 2011年（平成23年）
  - 3月11日 - 東日本大震災発生。強い揺れでビルが損傷[21]。補修と全館リニューアル工事を行うため、一時閉館。同時に大部分のテナントが撤退。
  - 9月22日 - ヨドバシカメラなどの一部店舗が先行開店。
  - 9月29日 - 全館リニューアルし営業再開。営業時間が休業前は午後9時までだったのが午後8時までに短縮された。

- 2015年（平成28年） - 郡山西武閉店以来行われてこなかった屋上ビアガーデンが15年ぶりに再開。2019年（令和元年）は、耐震補強工事のため、実施されず。
- 2018年（平成30年）9月10日 - 耐震補強及び外装のリニューアル工事開始[22]。2019年（令和元年）10月完成[23]

## 主なテナント
- ヨドバシカメラマルチメディア郡山（地下1階～3階）
アティ裏側の新幹線高架下にあった旧店舗（ヨドバシカメラ郡山駅前店）から2011年（平成23年）9月22日に移転・増床。移転時に、新たにヨドバシカメラ売り場専用のエレベーターが2基増設。
- TK・BOYCOTT（4階）
- ゼビオスポーツエクスプレスアティ郡山店（5階）
店内には、ふくしまFMのサテライトスタジオが存在する。
- タワーレコード郡山店（6階）
- 島村楽器（6階）
- らしんばん郡山店（7階→4階）
- キャンドゥ郡山店（7階）
- タイトーFステーション（7階、ゲームセンター）
- アニメイト郡山店（3階→8階→4階）
郡山駅ビル・サンシティ（現・エスパル郡山）3階から移転。2011年（平成23年）3月11日までは、3階で営業していた。
アティ全館休業中の2011年4月13日から9月21日までは、ビッグアイ前の平和ビルへ仮店舗へ一時移転。全館営業再開時に8階へ移転。
- 湘南美容クリニック（8階）
- 英会話イーオン（8階）

### その他
- ATMコーナー（1階正面入口）
- 宝くじ売り場（郡山駅前チャンスセンター）

2011年9月のリニューアル時に、正面左の正面入口からエレベーター側に移設。

### 撤退したテナント
◯は、郡山西武時代から入居していたテナントである。
- COCOLULU（B1F）
- ANAP（B1F）
- 東京スター銀行 ATM（2013年2月閉鎖）
- ATiフードコート（7階）

ドムドムバーガー、ディッパーダンほか
- ABCマート（4階） - 2023年（令和5年）8月20日閉店[24]。

- 西友アティ郡山食品館 ○（地下1階、2003年ごろ撤退）

築地銀だこ
レピシエ（現・ルピシア） - 紅茶専門店
モンタボー - ベーカリー
日本一 - 焼き鳥専門店
お菓子のさかい - 後に、郡山駅食品館ピボットに出店している。
- JURIANOJURRIE（地下1階）
- セゾンカウンター（クレディセゾン） ◯
- たかの友梨ビューティクリニック（8階）

2011年（平成23年）3月撤退。同年8月4日に、うすい百貨店に移転。
- 東大門市場・南大門市場

韓国系の雑貨マーケット、アティ開店から1ヶ月程度で撤退。
- チケットセゾン ◯
- 無印良品 ◯（7階→1階・2階）

東邦精麦のフランチャイズ運営店舗だった（エスパル移転後の店舗は、良品計画直営店）。
アティ開業当初は7階にあったが、後に日本信託銀行郡山支店が入居していた1階・2階のフロアに移転。
2011年（平成23年）3月11日撤退し、6月4日にエスパル郡山3階に移転。跡地は、ヨドバシカメラの売り場の一部。
- ヴィレッジヴァンガード（5階）

2011年（平成23年）3月11日撤退。イオンタウン郡山内のおしゃれ館に、2011年（平成23年）5月出店。
- 東日本学院 学問の杜郡山駅前校（地下2階）
- メガネのトミタ
- Hachi（3階、2009年撤退）
- ラフィネ アティ郡山店（2階、2011年3月11日撤退）
- リブロ（4階、2005年撤退）◯

アティ撤退後の2007年に、ザ・モール郡山に再出店。
- スターバックスコーヒー（1階）

福島県初出店のモルティに次いで福島県2号店。アティ1階東側にあった。
2011年3月11日撤退。10月に、エスパル郡山エキナカ1階に出店。
- One's MAX（5階、2016年撤退）
- ダイコクドラッグ（2018年10月5日撤退） - 別棟。ティーワン駐車場側の出入口に出店していた。
- 自遊空間（8階、2021年2月1日撤退）

## 備考
- ビル竣工当時、郡山駅西口側には、2階部分に店内入口とベランダのような空間（ペデストリアンデッキ）、さらに2階の入り口部分に通じる階段が設置されてあったが、その後1983年頃に撤去され、売り場と側面看板部分に用途を変更し閉鎖。現在のアティでは店舗のショーケースとなっている。
- 西友郡山店から郡山西武店への業態転換時に、西武流通グループ側が売り場に書店を7階に配置することとなり、周辺の書店が「死活問題」だとして、出店反対の決起大会が開かれるなど猛反発し、西武流通グループ側と激しく対立した[25]。その後、開店直前になって書店の売場面積をカットすることで和解が成立[26]。なお、書店自体は郡山西武店閉店まで営業され、アティでは「リブロ」が入居していた（後に撤退）。
- 郡山駅前広場側の壁には、福島民報新聞社の子会社の民報アドにより大型ビジョン『民報ビジョン』がアティ開業から設置されていたが、2009年9月30日をもって放映が終了し、民報ビジョンは撤去された。代わりに、外観の耐震工事が完了した2019年10月1日からダイワロイネットホテル郡山（旧丸井郡山店）側に面した入口上に「ATi VISION」が設置されている。
- 開業当初は地下1階には西友がSM業態でアティ郡山食品館として再度出店したが、後に撤退した(その後ギャル系ファッションのフロア、そして現在は、ヨドバシカメラの売り場と業態が変遷)。この他にも旧セゾングループとしてのテナントに無印良品やリブロなどが出店していた。
- 以前、郡山駅前広場の反対側に建っている郡山ビッグアイのショッピングモール『MOLTI』と共同で『Ti:s』（ティーズ）と称してフリーペーパーの発行やふくしまFMの番組提供などを行っていた。
- ヨドバシカメラ入居にあたり地下2階から3階までのヨドバシカメラ専用エレベータが設置された。地下2階は店舗フロアではないがエレベータロビー付近にガチャガチャコーナーが設置されている。震災による閉館前は、地下2階には東日本学院学問の杜郡山駅前校があり、西武開店当初からしばらくは地下駐車場として営業していた。